# Randy Arozarena
Randy Arozarena, né le 28 février 1995 à La Havane, Cuba, est un joueur de baseball cubain/mexicain qui évolue au poste de joueur de champ extérieur pour les Rays de Tampa Bay dans la Ligue majeure de baseball.
Il est nommé Joueur par excellence de la Série de championnat de la Ligue américaine en 2020.

## Carrière
Randy Arozarena joue pour les Vegueros de Pinar del Río de la Serie Nacional de Béisbol, à Cuba, au cours des saisons 2013-2014 et 2014-2015. En cinq saisons et 93 matchs joués, il maintient une moyenne au bâton de ,279 et une moyenne de présence sur les buts de ,409. 
Il fait ses débuts dans la Ligue majeure de baseball le 14 août 2019 avec les Cardinals de Saint-Louis, jouant 19 matchs avec cette équipe.
En 2020, il rejoint les Rays de Tampa Bay.

## Vie personnelle
Randy Arozarena est le frère aîné de Raiko Arozarena, un gardien de but au football.